# Precio de monopolio
El precio de monopolio, o precio monopólico, se refiere al precio máximo al que un monopolista o empresa, puede fijar para una unidad de producción con el fin de maximizar sus ganancias. En microeconomía, el precio de monopolio describe la capacidad de una empresa para fijar precios por encima de sus costos marginales, dada la ausencia de competencia y presiones del mercado. 
La capacidad de los monopolios y empresas para fijar precios por encima del costo marginal se conoce en teoría de competencia como poder de mercado. En condiciones de monopolio, el precio suele ser superior al costo marginal, lo que puede generar ineficiencias en el mercado, conocidas como pérdidas de bienestar, reduciendo el excedente del consumidor, afectando negativamente tanto a los consumidores como el bienestar general.
La fijación del precio de monopolio se determina mediante el control de la cantidad de producción, ajustándola al punto en el que el monopolista logra un equilibrio entre costos marginales e ingresos marginales.  Este equilibrio ocurre cuando el ingreso adicional obtenido por la venta de una unidad más de producción es igual al costo de producirla, es decir, cuando el ingreso marginal es igual al costo marginal. En este punto, cualquier aumento en la producción implicaría que los costos superarían los ingresos generados por unidad adicional, reduciendo las ganancias del monopolista. 
De esta forma, el monopolista puede maximizar sus beneficios al limitar la oferta en el mercado, lo que también contribuye a que el precio del bien o servicio sea más alto en comparación con un mercado competitivo. Por el contrario, una reducción en la producción por debajo de la cantidad de equilibrio para aumentar aún más el precio, generaría una reducción en los ingresos del monopolista, pues sus ganancias no estarían maximizadas, ya que una unidad adicional de producción todavía generaría más ingresos que costos.

## Determinación del precio de monopolio

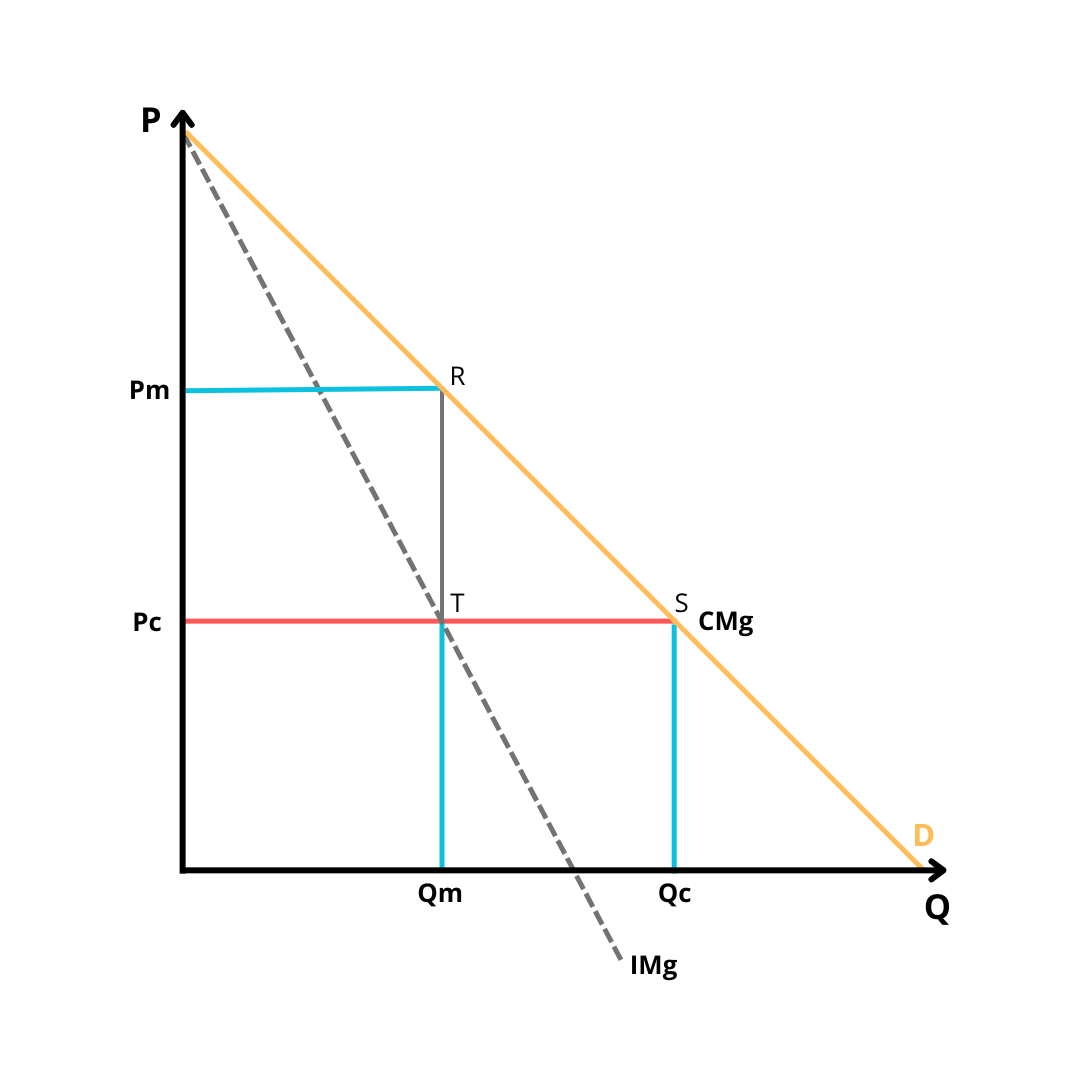
Precio de monopolio en curva de demanda donde IMg = CMg

El establecimiento del precio de monopolio se basa en el análisis de la curva de demanda del mercado y los costos de producción, permitiendo al monopolista equilibrar la cantidad producida y el precio correspondiente para maximizar sus ingresos. El precio de monopolio (precio máximo al que es posible vender) es usualmente mayor al del precio de competencia (precio mínimo al que es posible comprar), y la diferencia entre ambos es la pérdida de bienestar que ocasiona el monopolio, ya que el ingreso adicional que recibe el productor, no cubre el total de la pérdida que perciben los consumidores. 
Para que el monopolista pueda maximizar sus ganancias, debe aplicar la regla de oro, que es el punto en la gráfica donde la curva de costos marginales (CM) interseca con la curva individual de ingresos marginales (IMg) del monopolista. Aunque en ese punto el monopolista encuentra el equilibrio, únicamente ha fijado su cantidad de producción (Qm), para fijar el precio, es necesario subir por la curva de demanda del mercado (D) hasta el punto en donde el monopolista fija su cantidad de producción óptima (Qm), obteniendo así el precio de monopolio (Pm), máximo precio al que podrá vender y maximizar sus ganancias en el mercado. 

### Ineficiencia Asignativa
Desde las aportaciones de Adam Smith al pensamiento de la escuela de economía clásica, se pensaba que existían principalmente 2 precios en el mercado, el de monopolio y el de competencia.
“El precio de monopolio es siempre el más alto posible. El precio natural, o precio de libre competencia, por el contrario, es el más bajo posible, no en todas las ocasiones, pero sí durante cualquier período prolongado de tiempo. El primero es siempre el máximo que puede arrancarse a los compradores, o que se supone que ellos consentirán que se les arranque. El segundo es el más bajo que los vendedores pueden normalmente aceptar, y al mismo tiempo continuar con su negocio.”
En la práctica, existe un extenso rango de precios entre el de competencia y el monopólico, de hecho todo precio que esté por encima de los costos marginales, generará perdidas de bienestar, siendo el precio monopólico, el precio donde la pérdida es mayor.  Si el monopolio no aplica discriminación de precios, se generarán perdidas de eficiencia, pues el aumento en el excedente del productor, no alcanza a cubrir las perdidas al bienestar causadas por la reducción del excedente del consumidor. Para calcular el efecto negativo que tiene el precio de monopolio se debe hacer una comparación entre ambos excedentes y la reducción del bienestar que hay entre el precio de mercado (Pc) y el precio de monopolio (Pm).
En competencia perfecta el precio (Pc) es determinado por la demanda del mercado (D) donde interseca con la curva de costos marginales (CMg), dejando a los productores con un ingreso neutral, ya que no pueden influir en el precio del producto, siendo entonces empresas precio aceptantes. En este escenario la cantidad de producción (Qc) es mayor, el precio (Pc) es menor y el bienestar es mayor, puesto que no hay ineficiencias asignativas, por lo que este es uno de los principales argumentos a favor de la competencia y la eliminación de los monopolios en la economía. 
La pérdida de bienestar entre el precio de competencia y el de monopolio se conoce como perdida irrecuperable de eficiencia o perdida de peso muerto, y se calcula con el cambio en los excedentes del consumidor y productor. El excedente de consumidor se encuentra en la gráfica arriba del precio y abajo de la demanda, mientras que el de productor se encuentra por debajo del precio y demanda. En competencia, el excedente del consumidor es el triángulo P-CMg-Pc, cuando el precio sube hasta el de monopolio (Pm), el excedente del consumidor se reduce al triángulo P-R-Pm. Esta redistribución del bienestar se transfiere en gran parte al excedente del productor, pasando del rectángulo Pc-CMg-Qc al Pm-R-Qr; sin embargo, existe una fracción del bienestar que no alcanza a cubrir el excedente del productor, esta es la pérdida irrecuperable de eficiencia, observada en el triángulo R-S-T. Mientras mayor sea la diferencia entre el precio y el costo marginal, mayor será la pérdida de eficiencia y habrá menor bienestar en la economía. 

## Precio de monopolio en otras estructuras de mercado
El precio de monopolio no es exclusivo del monopolio, esté puede encontrarse también en otras estructuras del mercado bajo ciertos supuestos específicos.
| Estructura de mercado | Supuestos                                           |
| --------------------- | --------------------------------------------------- |
| Competencia           | Empresas idénticas con costos marginales constantes |
| Duopolio              | Colusión                                            |
| Oligopolio            | Colusión                                            |